# Hydnum ellipsosporum
Hydnum ellipsosporum é uma espécie de fungo pertence à família Hydnaceae.